# Leptogenys meritans
Leptogenys meritans é uma espécie de formiga do gênero Leptogenys, pertencente à subfamília Ponerinae.